# Virtus (déesse)
Pour les articles homonymes, voir Virtus.
Dans la mythologie romaine, Virtus (prononciation latine : /wɪrt̪uːs̠:/) est la déesse de la bravoure, de la force militaire et de la virilité. La divinité équivalente grecque était Arété. La divinité était associée au dieu romain Honos (en) (personnification de l'honneur) et était souvent honorée avec lui, comme dans le temple de Virtus et Honos (en) à la Porte Capène à Rome.

## Représentations
La déesse était représentée de diverses manières, par exemple, sur les pièces de monnaie de Tetricus Ier, elle pouvait apparaître comme une matrone, un vieil homme ou un jeune homme, avec un javelot, un casque de combat ou seulement vêtue d'une cape. Dans le domaine des reliefs funéraires, Virtus n'est jamais montrée sans un compagnon masculin. Souvent, leur présence dans ce domaine de l'art sert à complimenter et à aider le protagoniste du relief lors d'une scène d'intense bravoure ou de virilité.

## Virtus à l'époque moderne
Aux États-Unis en 1776, Virtus est devenu la figure centrale du sceau de Virginie et du drapeau d'État qui a suivi, qui comporte le sceau. Le billet de quatre dollars de Virginie, une monnaie continentale, avait également Virtus représentée sur son avers.

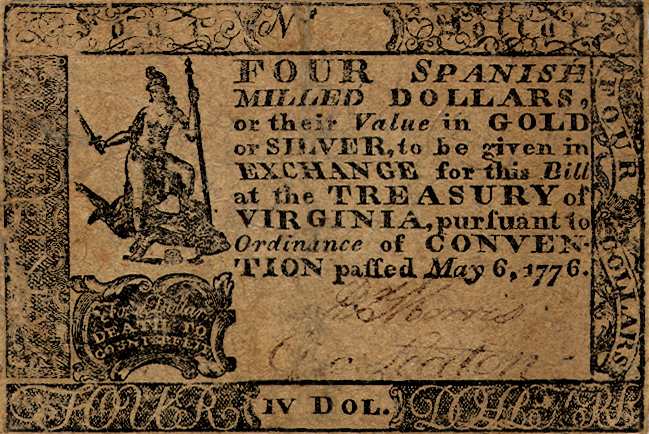
Billet de quatre dollars de Virginie de 1776 (avers) avec Virtus sur la gauche du billet.